# Barbula pachyloma
Barbula pachyloma là một loài Rêu trong họ Pottiaceae. Loài này được Broth. mô tả khoa học đầu tiên năm 1893.